# 捷星亞洲航空
捷星亞洲航空（英語：Jetstar Asia Airways）是新加坡的低成本航空公司，成立於2004年。捷星亞洲航班的目的地都是在與新加坡飛行距離5小時以内，例如香港（已停辦）、臺北等，乘客可以選擇自費購買在航班上的餐飲，而機隊則全屬空中巴士A320型。

## 背景
捷星亞洲航空是澳洲航空公司屬下捷星航空的地區分公司，是由澳洲航空持有49%股份、新加坡商人Tony Chew 持有22%股份、FF Wong持有10%股份和新加坡淡馬錫控股公司19%共同合作經營。作為新加坡的第3家廉價航空公司，它與惠旅航空（Valuair）曾有正面的競爭（兩家公司都有飛往曼谷和香港的航班）。捷星亞洲在2004年11月19日取得新加坡政府批准，在樟宜機場運作。在正式成立之後，捷星亞洲表示公司的航班將以與新加坡距離5小時以内飛行時間的城市為其重點，其中包括了上海、香港、臺北、芭堤雅、雅加達、泗水和馬尼拉。
2009年四月，捷星亞洲航空的最大股東澳洲航空和其他股東達成協議，淡馬錫控股退出不再投資捷星亞洲航空。

## 與惠旅航空合併
在2005年7月24日，捷星亞洲與惠旅航空合併。兩家公司的合併是東南亞廉價航空行業的首宗。兩家公司都表示合併後會繼續利用自己的品牌運作，而在航線和服務上大致保持不變。澳洲航空公司首席執行官、捷星亞洲主席傑夫·迪克森（Geoff Dixon）成為了合併後新公司主席，而捷星亞洲首席執行官肯·萊恩（Ken Ryan）則被任命為兩家公司的首席執行官。合併後，澳洲航空公司成了新公司的最大股東，並為新的公司注入了近5,000萬新加坡元的資金。惠旅航空的股東如林振明、馬來西亞的麗星郵輪等則成為了新公司的普通股東。
2014年，惠旅航空品牌消滅，航線由捷星亞洲接手營運。

## 結束營業
在2025年6月11日，捷星亞洲航空宣布於2025年7月31日永久停止營運，並且將於停止營運前逐步減少航班，已預訂且出發日期在2025年7月31日以後的機票將獲得全額退款。
此決定不影響捷星航空（JQ）與捷星日本航空（GK）。

## 航點
- 中国大陆：无锡
- 日本：大阪（經馬尼拉）、那霸
- 马来西亚：吉隆坡、檳城
- 緬甸：仰光
- 菲律賓：馬尼拉、克拉克
- 新加坡
- 泰國：曼谷、普吉、合艾
- 印度尼西亞：雅加達、棉蘭、泗水、峇里島

## 機隊

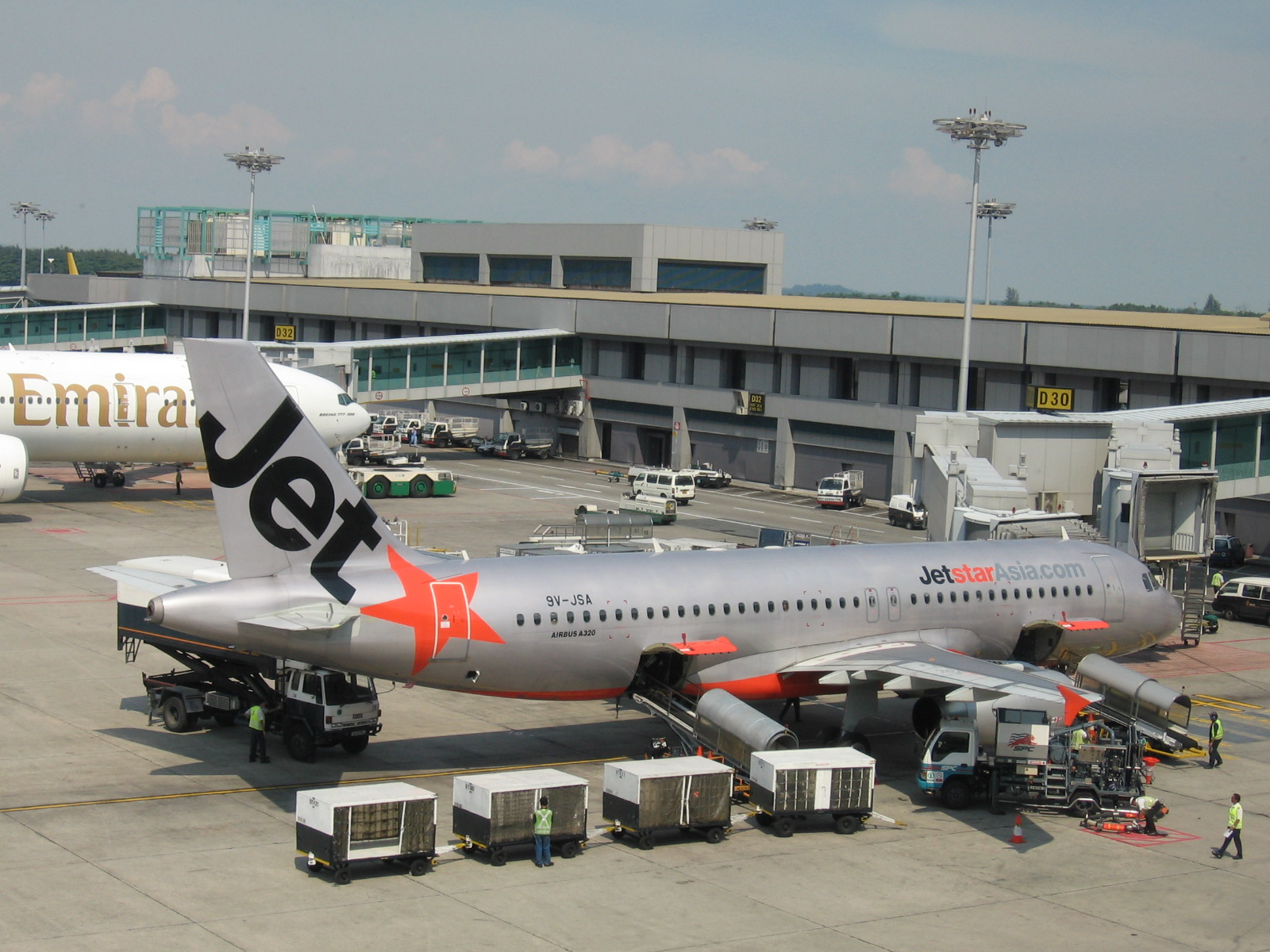
捷星亞洲航空的空中巴士A320-200型客機停泊在新加坡樟宜機場一號航廈

截至2025年3月，捷星亞洲航空的機隊如下：

## 另見
- 捷星航空
- 捷星日本航空
- 捷星香港航空
- 捷星太平洋航空

## 外部連結
- 捷星亞洲航空官方網站 （页面存档备份，存于）